# Shugo Chara!
Pour les articles homonymes, voir Chara.
Shugo Chara! (しゅごキャラ!, Shugo Kyara!) est un shōjo manga écrit et dessiné par Peach-Pit. Il est prépublié entre 2006 et 2010 dans le magazine Nakayoshi et publié en un total de douze tomes par l'éditeur Kōdansha,,. La version française est publiée en intégralité par Pika Édition. Une adaptation en anime répartie sur trois saisons est diffusée entre octobre 2007 et mars 2010 sur TV Tokyo au Japon. En France, seule la première saison de l'anime, soit les 51 premiers épisodes, a été diffusée sur Télétoon+. La première diffusion française de la série a eu lieu à partir du 4 septembre 2012 et jusqu'au 13 novembre 2012. Elle fut ensuite rediffusée en continu jusqu'à fin 2013 toujours sur la même chaine.
Le manga est récompensé par le Prix du manga Kōdansha dans la catégorie Enfant en 2008.

## Histoire
Amu Hinamori est une écolière très caractérielle qui refoule sa vraie personnalité. Récemment transférée à l'académie Seiyo, son détachement apparent, dû à sa timidité, lui confère auprès de ses camarades une image de rebelle "cool and spicy".
Le soir même chez elle, une célèbre voyante semble s'adresser à elle et lui parle d'ange gardien via une émission de télévision… Intriguée, mais jugeant que les prédictions ne sont qu'une arnaque à harponner les imbéciles, elle décide de l'ignorer. Seule dans sa chambre, elle essaye tout de même de demander à son ange gardien, s'il existe, du courage pour faire naître sa véritable personnalité. Le lendemain, surgissent de nulle part trois œufs dans son lit : un rose, un bleu et un vert. Amu, intriguée, décide de les emmener avec elle. Arrivée à son école, les "gardiens", un groupe d'élèves très populaire, qui ont pour rôle de protéger et de tout savoir sur les élèves, la remarque.
Ils lui apprendront que ces œufs sont ceux des gardiens de sa personnalité : des Shugo Chara (shugo voulant dire "gardien" et chara venant de l'anglais "character", personnage) et qu'ils représentent chacun ce qu'elle veut être.
La nouvelle année arrivée, Amu se fait propulser au rang de joker chez les gardiens car elle possède trois Shugo Chara : Ran, Miki et Su, ce qui la rend spéciale puisque, généralement, un enfant a un shugo chara ou deux. Elle décide alors d'aider les gardiens à trouver "l'embryon", un œuf magique qui permet de réaliser tous les souhaits, avant qu'une mystérieuse organisation, Easter, ne mette la main dessus.
Ceci fait, Kukai, valet des gardiens, se voit obligé d'apprendre à Amu sa mission de joker. C'est alors qu'elle reçoit un mystérieux cadenas - "le cadenas du cœur" - venant du premier roi des gardiens. Ce dernier avait demandé de remettre ce cadenas au prochain joker qui arrivera avec trois Shugo Chara. 

Amu, obligée de le prendre, va apprendre à quoi sert ce cadenas mais également, qu'il est assorti avec une clé, celle d'Ikuto Tsukiyomi le "chat-voleur" qui voulait lui prendre ses œufs et qui travaille pour Easter…

## Notions
Les œufs du Cœur (心のたまご, Kokoro No Tamago) : L'œuf est situé dans le cœur d'une personne. Il attend que cette dernière réalise ou demande son vrai caractère, son « soi véritable ». Ils renferment le « Shugo Chara », qui aidera le propriétaire à affirmer ou à compenser son manque dans son caractère, et à réaliser son rêve. Il peut, suivant l'état d'esprit du propriétaire, devenir un œuf X. Ces œufs s'appellent les œufs Shugo Chara.
Seuls les enfants peuvent en avoir.
Les œufs X (×たま, batsu-tama) : C'était auparavant un œuf normal, qui résidait ou non dans le cœur de son propriétaire. Cependant, à cause d'une mauvaise influence ou de la perte de tout espoir, le Shugo Chara peut se voir marqué d'un X et devenir mauvais. L’œuf X peut aussi se voir obliger de sortir du cœur de la personne car il s'est senti appelé. Amu peut les purifier grâce à l"Open heart", "option" de son cadenas.
Les Charas Protecteurs (しゅごキャラ, shugo-kyara) : Ce sont les Charas qui résident dans un œuf Shugo. Ils peuvent conférer à leur propriétaire un pouvoir temporaire, accentué par leur caractère. Si leur puissance est utilisée à 120%, ils peuvent faire, avec leur propriétaire, un Chara-Nari, c'est-à-dire une transformation qui permettra au propriétaire  de prendre les capacités du Shugo Chara et son look.
Les Charas X  (×キャラ, batsu-kyara) : C'est le résultat de l'éclosion d'un œuf X. On apprend que l'on peut réaliser un Chara-Nari avec l'un de ces Chara, comme le démontre Utau après s'être transformée avec Dia, alors marquée d'un X. Ces gardiens sont très pessimistes, et semblent avoir perdu tout espoir.
Le Chara-Nari (キャラなり, kyara-nari) : C'est la fusion du Shugo Chara et du propriétaire lorsque leur puissance est à plus de 120%. Une personne peut fusionner avec un Shugo-Chara qui n'est pas le sien, mais dans ce cas, la transformation ne sera pas la même qu'avec son propriétaire et épuisera totalement le Shugo Chara et la personne qui fait le Chara-Nari.
Le Chara-Change (キャラチェンジ, kyara-chenji) : C'est le fait de prendre le caractère du chara. La personne qui réalise un Chara-Change change de personnalité grâce à son Gardien Chara. Un motif/objet relatif au Chara apparaît sur la tête de ce dernier lorsque le Chara-Change se fait.
L'Embryon (エンブリオ, enburio) : C'est un œuf magique, qui n'a apparemment encore jamais été trouvé. Les livres le décrivent comme source d'un pouvoir fantastique, et diverses organisations tentent de le trouver pour accomplir leur objectifs.
Il sert à exaucer tout nos vœux, c'est pour ça que les gardiens, Ikuto et Utau le cherchent (voir les personnages). C'est un œuf magique qui peut réaliser tous les vœux. Il apparaîtra dans le tome 6 et l'épisode 102 de shugo chara.
On apprend ce qu'est vraiment l'embryon à la fin du tome 11.
L'humpty lock(le cadenat du cœur en vf) (ハンプティ・ロック, hanputi rokku) : C'est une sorte de cadenas, qu'Amu possède. On sait qu'il réagit et change de couleur lorsqu'Amu exécute un Chara-Nari et que, associé à la dumpty key, Amu peut rentrer dans la mémoire d'Ikuto et devient Amulet Fortune et Ikuto devient Seven Seas Treasure.
La Dumpty Key(la clé du cœur en vf) (ダンプティ・キー, danputi kī) : La clef qui va avec l'humpty lock. Elle est possédée par Ikuto qui l'a volée à l'endroit où elle était cachée. Dans le manga, Ikuto a volé la clé chez les Hotori quelques années auparavant, le jour de la mort de Betty, la chienne de Tadase. Il s'avère que le véritable propriétaire de la clé est le père de Ikuto, Aruto Tsukiyomi. Il se la transmet de père en fils.
Les œufs mystères : Il n'est que dans l'anime. C'est un œuf du cœur qui se transforme en œuf mystère après avoir été hypnotisé par un collier fait par Lulu, une fille de Easter. Celle-ci cherche des gens perdu afin de faire cette transformation à leur œuf comme but d'attirer L'embryon et de l'attraper. L'œuf est marqué d'un point d'interrogation et ne contient aucun chara. Son propriétaire devient fou et met la pagaille en voulant réaliser son rêve. L'œuf mystère grossit et engloutit son propriétaire pour faire un chara-nari de son rêve avec lui. Comme les œufs X, Amu peut les purifier grâce à l'Open heart, une fois qu'elle a réussi à faire comprendre à celui-ci qu'il ne fait pas le bien comme il le pensait.

## Personnages
- Amu Hinamori : C'est le personnage principal de l'histoire. Elle est à l'académie Seiyo, en 6e année d'école primaire : (au Japon, la 6e année d'école primaire est l'équivalent de la classe de 6e.) Ses camarades de classe la définissent comme étant "Cool and Spicy", et elle est considérée comme « La fille » la plus forte et la plus courageuse de leur école. Mais, en réalité, Amu se révèle être une fille timide et réservée. Par la suite Amu deviendra le "joker" des gardiens. Amu possède trois charas, Ran qui représente son côté sportif, Miki qui représente son côté artistique et Sû qui représente son côté pâtissière/cuisinière et responsable . Aux fils des saisons Amu obtiendra un nouveau shugo chara nommé Dia qui représente son côté doux et mature. Côté vie sentimentale, Amu est amoureuse de Tadasé le "roi" des gardiens de leur école. Cependant on s'aperçoit qu'elle commence à avoir des sentiments amoureux pour Ikuto Tsukiyomi, son ennemi.
- Ran, Miki, Su (et un peu plus tard, Dia) : Ce sont les shugo chara d'Amu. Elle en possède trois, Ran (amulette du cœur) qui est son côté sportif, Miki (amulette du pique) qui est son côté artistique et Sû (amulette du trèfle) qui est son côté pâtissière/cuisinière et responsable. Aux fils des saisons Amu aura un nouveau shugo chara nommé Dia (amulette du carreau) qui est son côté doux et mature.
- Yaya Yuiki : C'est "l'as" des gardiens. Elle est amie avec tout le monde et aime beaucoup la danse classique. Elle a une personnalité de bébé et son shugo chara s'appelle Pepe.
- Tadase Hotori : C'est le roi des gardiens. Son rêve est de devenir le roi du monde. Presque toutes les filles sont amoureuses de lui. Mais lui aime l'amulette du cœur (Amu ayant fait un chara nari avec Ran). Mais au fil du temps, il se rendra compte qu'il est réellement amoureux d'Amu. Il déteste qu'on l'appelle "prince", ce qui provoque un chara-change avec son shugo chara, Kiseki. Il devient alors enragé et, une fois revenu à ses esprits, Tadase devient embarrassé. Il a confié a Amu avoir, comme elle, du mal à s'exprimer avec les autres.
- Kukaï Soma : Il est le valet dans la moitié de la première saison. Il doit ensuite quitter le groupe de gardiens car il a passé ses examens et change d'école. Il est très sportif et son shugo chara se nomme Daichi.
- Nadeshiko Fujisaki : Elle est la reine dans la moitié de la première saison, elle est la meilleure amie de Amu, et à un shugo chara qui se nomme Temari. Elle part ensuite en Europe pour apprendre les danses européennes ce qui l'obligé elle aussi à quitter le groupe de gardiens.
- Ikuto Tsukiyomi : Ikuto est le frère de sang de Utau Hoshina (de son vrai nom Utau Tsukiyomi). Utau et lui furent adoptés par la famille Hotori, amis de leur famille, où Tadase Hotori vit avec sa mère, sa grand-mère et sa chienne, morte avant le commencement de l'histoire. Ikuto et Utau considéraient Tadase comme leur frère de cœur. Ikuto est amoureux d'Amu et se rend compte au fil de l'histoire. Son Shugo Chara est Yoru (et l'œuf Noir), qui a la forme d'un chat de gouttière, tout comme Ikuto.
- Utau Tsukiyomi (Hoshina) : C'est la sœur de Ikuto, et elle est folle amoureuse de lui, au début elle considérait Amu  comme sa rivale et la détestait mais commence à l'apprécier à la fin de la première saison, Elle a deux shugo charas ; un démon et un ange : Iru et Eru. Mais au bout d'un moment, Dia, le quatrième shugo chara d'Amu, vient vers elle.
- Rima Mashiro : C'est la reine qui remplace Nadeshiko après son départ. Elle adore faire des blagues mais n'ose pas affirmer sa personnalité car elle a peur d'être moins aimée des autres. Au début antipathique, on se rend compte qu'elle adore Amu. Son shugo chara se nomme Kusu Kusu.
- Kairi Sanjo : C'est le remplaçant de Kukaï, l'ancien valet. Pour aider sa sœur qui travaille pour Easter il doit faire office de taupe alors qu'il ne veut absolument pas le faire. Son shugo chara est un samouraï et s'appelle Musashi . À la suite de la trahison envers les gardiens, il change d'école. Il est également amoureux de Amu.
- Nagihiko : Il arrive dans la saison 2. Il est en fait Nadeshiko qui est en fait un garçon dès le départ, au moment de son départ en Europe il est allé voir Amu sous sa forme de garçon et lui a expliqué qu'il était le jumeau de Nadeshiko. Quand il rejoint les gardiens, il a un œuf de plus mais il n'a pas éclos tandis que son premier shugo chara est retourné dans son œuf. Quand il prend la place de l'ancien valet, il ne dit pas tout de suite à Amu, Yaya et Rima qui il est, il se fait passer pour le jumeau de Nadeshiko. Seuls Kukaï et Tadase le savent et Rima le découvre par la suite .Temari qui était retourné dans son œuf revient lors des derniers épisodes de la saison 2.

## Manga

### Liste des volumes
| no | Japonais         | Japonais          | Français          | Français          |
| no | Date de sortie   | ISBN              | Date de sortie    | ISBN              |
| -- | ---------------- | ----------------- | ----------------- | ----------------- |
| 1  | 4 juillet 2006   | 978-4-06-364113-4 | 8 avril 2009      | 978-2-8116-0039-6 |
| 2  | 26 décembre 2006 | 978-4-06-364129-5 | 3 juin 2009       | 978-2-8116-0071-6 |
| 3  | 20 mars 2007     | 978-4-06-364139-4 | 19 août 2009      | 978-2-8116-0100-3 |
| 4  | 20 juillet 2007  | 978-4-06-364156-1 | 7 octobre 2009    | 978-2-8116-0130-0 |
| 5  | 20 novembre 2007 | 978-4-06-364167-7 | 2 décembre 2009   | 978-2-8116-0162-1 |
| 6  | 19 mars 2008     | 978-4-06-364182-0 | 3 février 2010    | 978-2-8116-0227-7 |
| 7  | 18 juillet 2008  | 978-4-06-364192-9 | 7 avril 2010      | 978-2-8116-0265-9 |
| 8  | 5 décembre 2008  | 978-4-06-364204-9 | 2 juin 2010       | 978-2-8116-0299-4 |
| 9  | 5 juin 2009      | 978-4-06-364222-3 | 18 août 2010      | 978-2-8116-0330-4 |
| 10 | 23 octobre 2009  | 978-4-06-364237-7 | 6 octobre 2010    | 978-2-8116-0369-4 |
| 11 | 5 mars 2010      | 978-4-06-364251-3 | 1er décembre 2010 | 978-2-8116-0400-4 |
| 12 | 6 octobre 2010   | 978-4-06-364279-7 | 6 avril 2011      | 978-2-8116-0457-8 |

## Anime
Shugo Chara a été adapté en une série télévisée d'animation. Elle se compose de 127 épisodes regroupées en trois saisons : Shugo Chara, Shugo Chara Doki, et Shugo Chara Party.

### Diffusion
La première saison de Shugo Chara!! (しゅごキャラ!) a été diffusée à partir du 6 octobre 2007 durant une année (soit 4 kūru). À partir de l'épisode 52, la série change de nom et devient Shugo Chara!! Doki (しゅごキャラ!!どきっ) sans pour autant changer la numérotation. Il n'y a eu aucune interruption, entre les deux « saisons ». La seconde commence directement le 4 octobre 2008 avec l'épisode 52.
Il y a eu de multiples rediffusions en journée de la série sur plusieurs chaines au Japon. Cependant à partir du 1er octobre 2008, une version de nuit est diffusée qui change de nom : Mirebai-jan! Shugo Chara! Night (みればいーじゃん!しゅごキャラ!ナイト). Il ne semble y avoir aucun changement dans la série si ce n'est le logo (et donc le titre). Ce dernier est plus sombre et plus chargé que le logo original. Cette édition de nuit n'aura duré que 13 épisodes et s'acheva le 24 décembre 2008.
Le 3 octobre 2009 commence l'émission Shugo Chara Party! (しゅごキャラパーティー!) animée par les membres de Shugo Chara Egg!. L'émission comporte entre autres deux histoires courtes de Shugo Chara!!! Pucchi Puchi (しゅごキャラぷっちぷち!) et un épisode court de Shugo Chara!!! Dokki Doki (しゅごキャラ!!!どっきどき) avec l'arrivée d'une nouvelle élève. Cette série fait suite aux évènements de la seconde saison, mais le compteur d'épisodes se réinitialise. Shugo Chara Party! comptera 25 épisodes. Shugo Chara! est diffusé en France sur Télétoon+.

### Adaptation en France
Shugo Chara! a été renommé Shugo Chara, les Gardiens des Rêves pour la diffusion française.
Outre son nom, toutes les prononciations ont été "francisées", à commencer par le titre lui-même: "Chara" se prononce désormais "Shara" (ce qui change sa signification, Chara étant tiré du mot anglais character). 
Les termes Chara-Nari et Chara-Change sont prononcé "Shara Nari" et "Shara-Change".
Les noms de certains personnages sont prononcés à la française. Ainsi, Tadase est prononcé "Tadazé" et Utau est prononcé "Ou-to" (au lieu de "Ou-ta-ou" qui signifie "Chanter" en japonais).
Les génériques originaux de la série ont été remplacés par un générique créer en France et chanté en français. Celui ci reprend les mêmes erreurs de prononciation que le doublage français.
Seules les chansons d'Utau ont été doublées en français, bien que la traduction française s'éloigne plus ou moins fortement du texte d'origine.
Ainsi la chanson intitulé "Meikyū Butterfly" dispose d'un texte français n'ayant plus rien à voir avec les paroles d'origine.
Les chansons "BLACK DIAMOND" et "Yume no Tsuboni" disposent quand a elles d'une adaptation française relativement fidèle au texte d'origine.
L’adaptation française fait aussi l'objet de diverses censures et découpes.
Par exemple, dans l'épisode 29, Utau s'énerve contre Ikuto et se jette finalement sur lui pour l'embrasser, or ceux-ci sont frère et sœur. La scène est ainsi supprimée, passant d'une réplique où Utau demande à Ikuto pourquoi il s'énerve contre elle à la révélation de leur lien de parenté par ce dernier.
Certaines coupures ont été réalisées pour masquer des passages potentiellement "choquant", d'autres ont été réalisées afin de raccourcir les épisodes dans le but qu'ils fassent tous la même durée. (Soit environ 22 min, génériques compris)
Les noms anglais des transformations et des attaques ont été littéralement traduit en français.
Par exemple, Amulet Heart en "Amulette du Cœur".
Certains termes de la série possèdent une traduction bancale du texte d'origine :
- L'Embryon en "Œuf Suprême"
- L'Humpty Lock en "Cadenas du Cœur"
- La Dumpty Key en "Clé du Cœur"
- Le Open Heart en "Ouverture du Cadenas du Cœur"

Les phrases prononcées avant chaque Chara-Nari "Atashi no Kokoro…unlock!" et "Boku no Kokoro...unlock!" ont en général étaient traduit en "J'invoque le Cadenas du Cœur, ouverture !"
Certains personnages possédent une phrase différente ou voient leur phrase changé en "Cœur de …, ouverture !".
Exemple : Cœur de félin, ouverture !
Il y a une alternance entre les deux versions de la phrase en fonction des personnages.
N.B: "Atashi no Kokoro" (trad litt: Mon cœur) est prononcée lorsque c'est une fille qui utilise son chara-nari. La formule pour les garçons est "Boku no Kokoro". En France, il n'y a pas de distinction.

Seule la première saison de 51 épisodes a été doublée et diffusée en France.

### Doublage
- Kanae Itō (VFB : Mélanie Dermont) : Amu Hinamori
- Aki Toyosaki (VFB : Delphine Chauvier) : Su
- Akira Ishida (VFB : Laurent Vernin) : Tsukasa Amakawa
- Atsushi Abe (VFB : Nicolas Matthys) : Kūkai Sōma
- Eri Nakao (VFB : Laurent Vernin) : Gozen
- Hiromi Konno (VFB : Sophie Landresse) : Iru
- Hiroyuki Yoshino : Daichi
- Hyo-sei (VFB : Julie Basecqz) : Eru
- Junji Majima (VFB : Romain Barbieux) : Yū Nikaido
- Kana Asumi (VFB : Alice Ley) : Ran
- Kanae Itō (VFB : Claire Tefnin) : Dia
- Kaya Miyake (VFB : Nicolas Matthys) : Kiseki
- Kimiko Koyama (VFB : Laëtitia Liénart) : Pepe
- Mitsuki Saiga (VFB : Alexandre Crépet) : Kairi Sanjou
- Miyuki Sawashiro (VFB : Sébastien Hébrant) : Yoru
- Nana Mizuki (VFB : Dominique Wagner) : Utau Hoshina
- Nanae Katou (VFB : Jennifer Baré) : Miki
- Nobuhiko Okamoto (VFB : Sébastien Hébrant) : Musashi
- Reiko Takagi (VFB : Maxime Donnay) : Tadase Hotori
- Rio Natsuki (VFB : Angélique Leleux) : Yukari Sanjō
- Ryōka Yuzuki : Temari
- Saeko Chiba (VFB : Laurence Stévenne) : Nadeshiko Fujisaki
- Sayaka Narita (VFB : Laëtitia Liénart) : Kusu Kusu
- Sayuri Yahagi (VFB : Véronique Fyon): Rima Mashiro
- Tomoko Nakamura (VFB : Esther Aflalo) : Yaya Yuiki
- Akemi Kanda (VFB : Valentina Pallavicino) : Marimo
- Yūichi Nakamura (VFB : Pierre Lognay) : Ikuto Tsukiyomi

### Musique

#### Thèmes d'ouverture
Ces titres sont parus sur les singles de Shugo Chara Egg! et Guardians 4 (et deux de Buono!), puis sur l'album Shugo Chara! Song Best.
Shugo Chara!
- Kokoro no Tamago (こころのたまご?) (ép. 1 à 26)

(Texte : Kawakami Natsuki  / Composition : Muramatsu Tetsuya / Arrangement : Abe Jun / Chant : Buono!) 
- Minna Daisuki (みんなだいすき?) (ép. 27 à 51)

(Texte : C. Piece / Composition : Akirastar / Arrangement : Abe Jun / Chant : Buono!) 
Shugo Chara!! Doki
- Minna no Tamago (みんなのたまご?) (ép. 52 à 64)

(Texte : Kawakami Natsuki  / Composition : Hibino Hiroshi / Arrangement : Abe Jun / Chant : Shugo Chara Egg!) 
- Shugo Shugo! (しゅごしゅご!?) (ép. 65 à 76)

(Texte : Kawakami Natsuki / Composition : Tatsuya  / Arrangement : Abe Jun / Chant : Shugo Chara Egg!) 
- Omakase♪Guardian (おまかせ♪ガーディアン?) (ép. 77 à 89)

(Texte : Kawakami Natsuki  / Composition & Arrangement : Saito Yūya / Chant : Guardians 4) 
- School Days (ép. 90 à 102)

(Texte : Kawakami Natsuki  / Composition : Bounceback / Arrangement : Hibino Hiroshi / Chant : Guardians 4) 
Shugo Chara! PARTY
- PARTY TIME  (ép. 1 à 13)

(Texte : Kawakami Natsuki  / Composition & Arrangement :  Hibino Hiroshi / Chant : Guardians 4) 
- GOING ON (ép. 14 à 25)

(Texte : Kawakami Natsuki  / Composition & Arrangement :  Saito Yūya / Chant : Guardians 4) 
Shugo Chara!!! Dokki Doki
- Watashi no Tamago (わたしがのたまご, Watashi no Tamago?) (ép. 1 à 13)

(Texte : Kawakami Natsuki  / Composition & Arrangement : Kinoshita Yoshiyuki / Chant : Shugo Chara Egg!) 
- Arigatō ~Ōkiku Kansha~ (ありがとう ~大きくカンシャ!~?) (ép. 14 à 25)

(Texte : Kawakami Natsuki  / Composition & Arrangement : 原田ナオ / Chant : Shugo Chara Egg!) 

#### Thèmes de fin
Ces titres sont parus sur les singles et albums de Buono!.
Shugo Chara!
- Honto no Jibun (ホントのじぶん?) (ép. 1 à 12)

(Texte : Iwasato Yūho / Composition : Kinoshita Yoshiyuki / Arrangement : Nijikawa Susumu  / Chant : Buono!) 
- Ren'ai♥Rider (恋愛♥ライダー, ren'ai♥raidā?) (ép. 13 à 26)

(Texte : Iwasato Yūho / Composition : Akirastar / Arrangement : Nijikawa Susumu / Chant : Buono!) 
- Kiss! Kiss! Kiss! (ép. 27 à 39)

(Texte : Iwasato Yūho / Composition : Inoue Shinjirō / Arrangement : Nijikawa Susumu / Chant : Buono!) 
- Gachinko de Ikō! (ガチンコでいこう!?) (ép. 40 à 51)

(Texte : Iwasato Yūho / Composition : Muramatsu Tetsuya / Arrangement :  Nijikawa Susumu / Chant : Buono!) 
Shugo Chara!! Doki
- Rottara Rottara (ロッタラロッタラ?) (ép. 52 à 68)

(Texte : Iwasato Yūho / Composition : Inoue Shinjirō / Arrangement :  Nijikawa Susumu / Chant : Buono!) 
- co・no・mi・chi (ép. 69 à 76)

(Texte : Miura Yoshiko / Composition : Tsunku♂ / Arrangement : Akirastar & Nakayama Nobuhiko / Chant : Buono!) 
- MY BOY (ép. 77 à 89, excepté le 86)

(Texte : Miura Yoshiko / Composition : Tsunku / Arrangement :  Nijikawa Susumu / Chant : Buono!) 
- Take it Easy! (ép. 90 à 101 )

(Texte : Miura Yoshiko / Composition : Tsunku  / Arrangement : Nijikawa Susumu / Chant : Buono!) 
Shugo Chara! PARTY
- Bravo☆Bravo  (ép. 1 à 14)

(Texte : Miura Yoshiko / Composition : Tsunku  / Arrangement : Nijikawa Susumu /  Chant :  Buono!) 
- Our Songs (ép. 15 à 25)

(Texte : Miura Yoshiko / Composition : Tsunku  / Arrangement : Nijikawa Susumu /  Chant :  Buono!) 

#### Dans les épisodes
Shugo Chara!
- Meikyū Butterfly (迷宮バタフライ, meikyū batafurai?)（ép. 12 à 28） [7]

(Texte : Peach-Pit, Saito Megumi / Composition : dAicE / Arrangement : Saito Yūya / Chant : Hoshina Utau (Nana Mizuki) 
- BLACK DIAMOND (ép. 39 à 43)   [7]

(Texte : Peach-Pit, Saito Megumi / Composition : Ihashi Naruya / Arrangement : Uesugi Hiroshi / Chant : Black Diamonds (Hoshina Utau (Nana Mizuki) 
- Yume no Tsubomi (ゆめのつぼみ?) (ép. 42 et 43)

(Texte : Peach-Pit, Saito Megumi / Composition & Arrangement : Di'll / Chant : Hoshina Utau (Nana Mizuki) 
- Boku-tachi no Chikyū (僕達の地球?) (ép. 45)

(Texte : Saito Megumi / Composition & Arrangement Di'll)　
- Heartful song (ép. 47, 55, 59 et 89)

(Texte : Saito Megumi / Composition : Ichikawa Jun /  Arrangement : Uesugi Hiroshi / Chant :  Hoshina Utau (Nana Mizuki) 
- Yūki no Uta (勇気の歌?) (ép. 49)

(Texte : Saito Megumi / Composition & Arrangement : Di'll) 
Shugo Chara!! Doki
- Honto no Jibun (ホントのじぶん?)  (ép. 52 et 102)

(Texte : Iwasato Yūho / Composition : Kinoshita Yoshiyuki / Arrangement : Nijikawa Susumu  / Chant : Buono!) 
- Saikyō Love Power (最強 LOVE POWER?) (ép. 62)

(Texte : Saito Megumi / Composition : Ichikawa Jun / Chant : Hinamori Amu with Ran, Miki et Sū (Itō Kanae, Asumi Kana, Kato Nanae, Toyosaki Aki) 
- Happy X'mas (ép. 63)

(Texte : Saito Megumi / Composition : Ichikawa Jun / Chant : Hinamori Amu with Ran, Miki et Sū (Itō Kanae, Asumi Kana, Kato Nanae, Toyosaki Aki) 
- Ii Koto Arisō (いいことありそう?)  (ép. 64)

(Texte & Arrangements : Saito Megumi / Composition : Sakai Mikio / Chant : Ran, Miki et Sū (Asumi Kana, Kato Nanae, Toyosaki Aki) 
- Secret Princess (シークレットプリンセス, Shīkurettopurinsesu?)  (ép. 69)

(Texte : Saito Megumi / Arrangement : Ichikawa Jun / Composition : Di'LL / Chant : Itō Kanae (Hinamori Amu) 
- Niji-iro Chara-Change! (にじいろキャラチェンジ!?)  (ép. 73)

(Texte : Saito Megumi / Arrangement : Kakijima Shinji / Composition : Uesugi Hiroshi / Chant : Amu with Ran, Miki et Sū (Itō Kanae, Asumi Kana, Kato Nanae, Toyosaki Aki) 
- Taiyō ga Niau yo (太陽が似合うよ?)   (ép. 93)

(Texte : Saito Megumi / Arrangement : Ichikawa Jun / Composition : Ihashi Naruya / Chant : Hoshina Utau (Nana Mizuki) 
Shugo Chara!!! Dokki Doki
- Taiyō ga Niau yo (太陽が似合うよ?)  (ép. 3)

(Texte : Saito Megumi / Arrangement : Ichikawa Jun / Composition : Ihashi Naruya / Chant : Hoshina Utau (Nana Mizuki) 
- Ōkiku Nāre! (大きくなぁれ!?)  (ép. 5)

(Texte, Arrangement & Composition : Saito Megumi / Chant : Yuiki Yaya (Nakamura Tomoko)
- Hana Tegami (花手紙?)  (ép. 7)

(Texte, Arrangement & Composition : Saito Megumi / Chant : Fujisaki Nadeshiko - Nagihiko (CHIBA Saeko)

## Comédie musicale
Une comédie musicale intitulé Musical “SHUGO CHARA!” (ミューシカル しゅごキャラ！) s'est produite du 13 au 23 août 2009 au théâtre de Hakuhinkan. La comédie reprend les personnages de Peach-Pit ainsi que l'histoire du manga adaptée à la scène.
Une version DVD de cette comédie musicale a été vendu avec l'édition  tome 10 du manga. Le DVD comporte également en bonus le making-off de la comédie musicale.

### Distribution
De nombreux enfants ont joué dans cette comédie musicale.
Personnages principaux
- Amu Hinamori : Yūka Maeda
- Nadeshiko Fujisaki : Kanon Fukuda
- Ikuto Tsukiyomi : Kenn
- Tadase Hotori : Hidemi Hikita
- Kūkai Sōma : Yūta Koseki
- Yaya Yuiki : Meimi Tamura
- Rima Mashiro : Karen Yagishita
- Kairi Sanjō : Reo Sawada
- Utau Hoshina : Nana Mizuki
- Yukari Sanjō : Kumiko Kōgami

Personnages secondaires
- Chika : Akari Saho
- Sakura : Ayaka Wada
- Sayaka : Yui Ogura
- Maki : Rino Aoki
- Aiba : Ayana Kinoshita
- Yuki Hatoba : May Kawamoto
- Nodoka : Hinami
- Ninomiya : Miyū Onoda
- Sumire : Makoto Sashide
- Futaba : Chinatsu Akasu

Personnages vocaux
- Ran : Kana Asumi
- Miki : Nanae Kadō
- Sū : Aki Toyosaki
- Dia : Kanae Itō
- Kiseki : Kaya Miyake
- Musashi : Nobuhiko Akamoto
- Yoru / Batsu-tama : Miyuki Sawashiro
- Iru : Hiromi Konno
- Eru : Hyō-sei
- Senmu : Susune Akabe